# Eleições legislativas na Áustria em 1949
As eleições legislativas austríacas de 1949 realizaram-se a 9 de Outubro. 
Os resultados deram a vitória ao Partido Popular Austríaco, que, permitiu a Leopold Figl continuar como chanceler, num governo em coligação com o Partido Socialista da Áustria . De destacar, o resultado do Partido Eleitoral dos Independentes, que, conquistou muitos dos 500 mil novos eleitores que tinham sido impedidos de votar em 1945 por terem sido militantes nazis .

## Resultados Oficiais
| Partido                 | Partido                             | Votos     | %               | +/-  | Deputados | +/-  |
| ----------------------- | ----------------------------------- | --------- | --------------- | ---- | --------- | ---- |
|                         | Partido Popular Austríaco           | 1 846 581 | 44,03 / 100,00  | 5,77 | 77 / 165  | 8    |
|                         | Partido Socialista da Áustria       | 1 623 524 | 38,71 / 100,00  | 5,89 | 67 / 165  | 9    |
|                         | Partido Eleitoral dos Independentes | 489 273   | 11,67 / 100,00  | Novo | 16 / 165  | Novo |
|                         | Partido Comunista da Áustria        | 213 066   | 5,08 / 100,00   | 0,34 | 5 / 165   | 1    |
|                         | Outros                              | 21 289    | 0,50 / 100,00   |      | 0 / 165   |      |
| Votos inválidos         | Votos inválidos                     | 56 883    |                 |      |           |      |
| Total                   | Total                               | 4 250 616 | 100,00 / 100,00 |      | 165 / 165 |      |
| Eleitorado/Participação | Eleitorado/Participação             | 4 391 815 | 96,78 / 100,00  | 2,31 |           |      |
| Fonte                   |                                     |           |                 |      |           |      |